# 마임 바이알릭
마임 비알릭(Mayim Bialik, 1975년 12월 12일 ~ )은 미국의 배우, 작가, 전 텔레비전 진행자이다. 시트콤 《빅뱅 이론》(2010-19)을 통해 크리틱스 초이스 텔레비전상 코미디 시리즈 부문 여우조연상을 수상하였으며 프라임타임 에미상 코미디 시리즈 부문 여우조연상 후보에 올랐다.

## 출연 작품

### 영화
- 두 여인 (1988)
- 펌프킨헤드 (1988)
- 돈 드링크 워터 (1994)
- The Chicago 8 (2011)

### 텔레비전
- 블로섬 (1991-95)
- 헐리웃 삼순이 (2005, Fat Actress)
- 미국 십대의 비밀생활 (2010)
- 빅뱅 이론 (2010-19)
- 영 쉘든 (2020-24)
- 제퍼디! (2021-23) - 진행자